# Gavilán G358
El Gavilán 358 es un avión utilitario colombiano de la década de 1990. Este monoplano de ala alta potenciado por un motor a pistón, ha sido producido pocas veces a finales de la década de 1990 a inicios de la de 2000. Algunos de estos sirven a la Fuerza Aérea Colombiana.

## Diseño y desarrollo
En 1952, Aero Mercantil de Bogotá, Colombia, empezó a ser distribuidor de Piper Aircraft en el país, luego de realizar una venta de gama de aviones Piper con kits de Aero Industrial Colombiana SA (AICSA), también en Bogotá. En 1986, comenzó el desarrollo de un avión utilitario de motor a pistón, aptas para la producción en Colombia.
El diseño resultante, el Gavilán, es un simple monoplano de ala alta construido con metal en su totalidad. Tiene forma de caja, cuyo fuselaje de sección cuadrada acomoda al piloto y más de seis pasajeros, con vía de acceso a dos puertas a cada lado de la cabina y una puerta de carga grande en el lado izquierdo del fuselaje. Los asientos de pasajeros pueden ser removidos para poder transportar mayor carga, incluyendo un ataúd de tamaño completo. Está equipado con tren de aterrizaje fijo en triciclo diseñado para soportar las operaciones continuadas de pistas de aterrizaje en bruto de América del Sur. Es impulsado por un motor Lycoming O-540 de 350 CV (261 kW), turbocargado para dar suficiente potencia a grandes altitudes de Colombia.
El primer prototipo del Gavilán hizo su primer vuelo el 27 de abril de 1990, prueba que resulta en el alargamiento del fuselaje delantero y modificaciones en el ala. Fue gravemente dañado en un aterrizaje forzoso debido a un fallo del motor en 1992, sin embargo, se retrasa la certificación y la producción, con el segundo prototipo que no vuela hasta el 29 de mayo de 1996. El Gavilán recibió su certificado de tipo de US FAR, parte 23, cuyo reglamento fue dado en mayo de 1998.

## Historia operacional
Las entregas a clientes se iniciaron en 1998, con la primera de doce Gavilanes ordenados por la Fuerza Aérea Colombiana se entregan el 25 de junio de ese año.  El Gavilán (siendo Aero Mercantil renombrado en 1992) había recibido pedidos para 19 aviones en noviembre de 1999, pero no está claro si todas estas se construyeron, con la estimación de Flightglobal  en 2008 que sólo unos doce Gavilanes se habían completado. Al menos cuatro de los Gavilanes de la Fuerza Aérea Colombiana, aún siguen en uso en 2004.

## Operadores
| - Brasil - ITA Transportes Aéreos | - Colombia - Fuerza Aérea Colombiana - Armada Nacional de Colombia - Policía Nacional de Colombia |

## Especificaciones (Gavilán G358)
Referencia datos: Brassey's World Aircraft & Systems Directory 1999/2000

### Características generales
- Tripulación: 1 piloto
- Capacidad: 7 pasajeros o 4 camillas o 444.5 kg (980 lb) de carga
- Longitud: 9,6 m (31,4 ft)
- Envergadura: 12,8 m (42 ft)
- Altura: 3,7 m (12,3 ft)
- Superficie alar: 19 m² (204 ft²)
- Perfil alar: NACA 4412
- Peso vacío: 1,270 kg
- Peso máximo al despegue: 2,041 kg
- Planta motriz: 1× Motor de pistón Textron Lycoming IO-540-W2A de 6 válvulas dispuestas horizontalmente, refrigerado por aire.
  - Potencia:
- Hélices: 1× Hartzell tripala por motor.
- Diámetro de la hélice: 2,13 m
- Capacidad combustible máxima: 454 litros.

### Rendimiento
- Velocidad nunca excedida (Vne): 376 km/h
- Velocidad crucero (Vc): 250 km/h a 3,050 m (10,000 ft), a 75% de potencia
- Velocidad de entrada en pérdida (Vs): 108 km/h (flaps bajos)
- Alcance: 1425 km (769 nmi; 885 mi) a 75% de potencia, con 30 minutos de reserva.
- Techo de vuelo: 6860 m (22 507 ft)
- Régimen de ascenso: 4,5 m/s

## Aeronaves similares
- Cessna 208
- Cessna 206
- Quest Kodiak
- PAC 750XL
- Technoavia SM92 Finist
- Pilatus PC-12
- Gippsland GA8

### Información técnica
- Gavilán G358 aircraft brochure (Inglés)
- Gavilán G358 pilot's operating handbook (Inglés)

### Fabricantes
- Gavilán Aircraft Corporation of Colombia Inc. Archivado el 28 de enero de 2011 en Wayback Machine. (en inglés)
- Aero-Industrias Leaver & Cía. S.A. (en inglés)

### Fotos
- Gavilán G358 aircraft photos by Airliners.Net (en inglés)
- Gavilán G358 aircraft by MyAviation.Net (en inglés)

### Videos
- AVI format or MPEG-4 format (en inglés)

### Artículos de revista
- A boxcar designed to be a tough operator (en inglés)
- Gavilan plans US assembly (en inglés)
- Gavilán G358, a heavy hauler (en inglés)
- Gavilan G358, de la Colombie au Canada (en francés)
- Gavilán G358, l’épervier colombien (en francés)
- Gavilán: la sentinelle de la Cordillére des Andes (en francés)

- Datos: Q252419
- Multimedia: Gavilán G358 / Q252419